# Juan José Pérez Suaza
Juan José Pérez Suaza (Armenia, Departamento de Quindío, 25 de julio de 2004) es un futbolista colombiano que juega como mediocampista o extremo derecho en el club argentino Gimnasia y Esgrima La Plata.

## Trayectoria
Habiendo emigrado a Ecuador desde Colombia, las actuaciones de Juan José Pérez con el América de Quito (con quien hizo su debut en la Serie B ecuatoriana cuando tenía diecisiete años) llamaron la atención del equipo de la Serie A LDU Quito. Sin embargo, permanecería en América de Quito hasta febrero de 2023, cuando fue cedido al Emelec de la Serie A en un contrato de préstamo de dieciocho meses con opción de compra.
Ni Pérez ni Emelec tuvieron un buen comienzo de temporada 2023, con el club luchando por encontrar su forma y Pérez viendo limitadas sus oportunidades. En mayo de 2023, tras solo tres apariciones como suplente, Pérez concedió una entrevista a medios ecuatorianos, intentando animar al equipo y a la afición, afirmando: "Mantengan la actitud y la cabeza en alto". Sin embargo, en julio, después de haber hecho sólo cuatro apariciones más para el club desde que habló con la prensa, su agente, Chalo Vargas, declaró en una entrevista con WQ Radio que Pérez había recibido una oferta de un equipo de segunda división español no identificado.  Más tarde ese mismo mes, llegó a un acuerdo mutuo con Emelec para rescindir su contrato y regresó al América de Quito.
En agosto de 2024 es contratado por Godoy Cruz de la Primera División de Argentina. Habiendo disputado 14 partidos, con un gol y dos asistencias resciende contrato con el equipo de la Provincia de Mendoza a finales de junio de 2025.
En julio de 2025 es incorporación de otro equipo argentino, Gimnasia y Esgrima La Plata. Firma por 18 meses con opción de compra.

## Trayectoria internacional
Juan José Pérez fue convocado a la selección Colombia sub-20 para un microciclo en 2022.